# Veronica persica
Veronica persica é uma espécie de planta com flor pertencente à família Scrophulariaceae. 
A autoridade científica da espécie é Poir., tendo sido publicada em Encyclopédie Méthodique, Botanique 8: 542. 1808.
O seu nome comum é verónica-da-pérsia.

## Portugal
Trata-se de uma espécie presente no território português, nomeadamente em Portugal Continental, no Arquipélago dos Açores e no Arquipélago da Madeira.
Em termos de naturalidade é nativa de Portugal Continental e introduzida nos Arquipélago dos Açores e da Madeira.

## Protecção
Não se encontra protegida por legislação portuguesa ou da Comunidade Europeia.